# Цао Мао
Ца́о Ма́о (кит. 曹髦, пиньинь Cáo Máo, 241—260), взрослое имя Яньши́ (кит. трад. 彥士, пиньинь Yànshì) — четвёртый правитель царства Вэй эпохи Троецарствия в Китае.

## Биография
Цао Мао был сыном Цао Линя, который был сыном основателя царства Вэй Цао Пэя и носил княжеский титул «Дунхайский Дин-ван» (東海定王). В 244 году в трёхлетнем возрасте в соответствии с введёнными Цао Пэем правилами для княжеских сыновей (княжеский титул наследовал лишь старший сын от официальной жены) Цао Мао получил титул гуна: «Гаогуйский Сян-гун» (高貴鄉公). В 249 году Цао Линь скончался, и княжеский титул перешёл к его старшему сыну Цао Ци.
К 249 году Сыма И устроил переворот, казнил регента Цао Шуана, и сам занял его место при троне, узурпировав реальную власть в стране. В 251 году Сыма И скончался, и пост регента унаследовал его сын Сыма Ши. В 254 году Сыма Ши получил информацию, что правитель Цао Фан намерен устранить его, и вынудил Цао Фана отречься от престола.
Сыма Ши хотел возвести на трон Пэнчэнского князя Цао Цзюя, который был братом Цао Пэя, но вмешалась вдовствующая императрица Го (мачеха Цао Фана), указавшая, что так как Цао Цзюй является дядей её покойного мужа, то в случае его восхождения на трон Цао Жуй останется без реального наследника. Сыма Ши пришлось согласиться на то, чтобы императором стал Цао Мао. Когда 13-летний Цао Мао прибыл в столицу, то скромно вёл себя как гун, а не как претендент на императорский трон, чем завоевал симпатии широких масс.
В 255 году генералы Гуаньцю Цзянь и Вэнь Цинь подняли в Шоучуне восстание против клана Сыма. Восстание было подавлено, клан Гуаньцю был вырезан, а Вэнь Цинь и его сыновья Вэнь Ян и Вэнь Ху бежали в царство У. Вскоре после этого Сыма Ши скончался от болезни, и 14-летний Цао Мао сделал попытку получить реальную власть. Был издан императорский эдикт, предписывающий преемнику Сыма Ши Сыма Чжао остаться в Сюйчане в связи с нестабильностью ситуации в Шоучуне, а его помощник Фу Гу был отозван с войсками в столицу. Однако Сыма Чжао проигнорировал указ и вернулся в Лоян, продолжив осуществлять контроль над правительством.
В последующие годы Цао Мао постепенно окружал себя людьми, которые хотя и были лояльны клану Сыма, но могли выиграть от перехода на сторону Цао Мао.
В 257 году Чжугэ Дань, сменивший Гуаньцю Цзяня в Шоучуне, при поддержке царства У поднял восстание против Сыма Чжао. Восстание было подавлено, но действия императора вызвали подозрения у Сыма Чжао. В 258 году он вынудил императора преподнести ему Девять Даров, а затем публично отказался от них.
В 260 году Сыма Чжао вновь вынудил императора издать указ о награждении его Девятью Дарами, и вновь публично отказался их принять. Тогда Цао Мао собрал своих приближённых, и совершил последнюю попытку вырвать власть из рук клана Сыма, но два из трёх его генералов переметнулись к Сыма Чжао и рассказали ему о намерениях императора. Цао Мао возглавил императорскую стражу, вооружился мечом и направился к особняку Сыма Чжао. Брат Сыма Чжао, Сыма Чжоу пытался сопротивляться, но после того, как слуги Цао Мао громко закричали, охрана Сыма Чжоу убежала. После этого прибыл Цзя Чун и преградил путь императорской страже. Цао Мао лично принимал участие в сражении. Войска Цзя Чуна, не осмеливаясь нападать на императора, также отступили. Один из офицеров под командованием Цзя Чуна, Чэн Цзи, после вопроса Цзя Чуна о том, что же делать, ответил ему, что несмотря на последствия надо защищать власть семьи Сыма, взял копье и убил им Цао Мао.
Сыма Чжао заставил вдовствующую императрицу Го посмертно понизить Цао Мао до статуса простолюдина и похоронить без почестей. Затем он казнил Ван Цзина с семьей. На следующий день, после просьб его дяди Сыма Фу, Сыма Чжао издал распоряжение от имени императрицы, по которому Цао Мао был понижен в титуле до гуна, но похоронен с церемониями, соответствующими имперскому князю.

## Девизы правления
- Чжэнъюань (正元 Zhèngyuán) 254—256
- Ганьлу (甘露 Gānlù) 256—260